# David Mackalister Silva
David Mackalister Silva Mosquera (Bogotá; 13 de diciembre de 1986) es un futbolista colombiano. Juega como mediocampista organizador y su equipo actual es Millonarios de la Categoría Primera A.

## Carrera en clubes

### Millonarios

#### (2005-07)
Su proceso formativo lo realizó en la escuela de fútbol del barrio Marsella, en cercanía al barrio Galán, donde se crio. De allí pasaría recomendado por Bonner Mosquera a las Divisiones menores de Millonarios donde al poco tiempo de haber llegado fue promovido al equipo profesional por el entrenador Pecoso Castro.
Su debut como profesional fue en la última fecha del Torneo Finalización 2005, cuando ingresó por Andrés Morales faltando diez minutos en el partido que Millonarios disputó contra el Atlético Bucaramanga en el Estadio Alfonso Lòpez de la ciudad de Bucaramanga. Se mantuvo en el equipo bogotano hasta mediados del año 2007, estando en algunos partidos en la banca de suplentes pero sin recibir oportunidades de jugar.

### Cesión en Deportivo Pereira

#### Segundo semestre (2007)
En el segundo semestre del año 2007 fue cedido en préstamo al Deportivo Pereira pero no se logra afianzar y termina la temporada jugando tan solo tres partidos.

### Millonarios (2.ª etapa)

#### (2008)
Regresó a Millonarios a inicios del año 2008, siendo dirigido por Mario Vanemerak y Bonner Mosquera, solamente jugó 20 minutos en un partido amistoso de pretemporada de la Copa Cafam frente al América de Cali tras la lesión de Andrés Salinas. En partidos oficiales solo sería convocado en encuentros de Copa Colombia siendo su último juego ante La Equidad sin sumar minutos en cancha. Con la llegada del nuevo entrenador, Oscar Héctor Quintabani sale definitivamente del equipo.

"En ese momento la ví cuesta arriba. Cuando salgo de Millonarios en 2008 quedo sin equipo y dije: hasta aquí fue el fútbol y quedé sin hacer nada."
Mackalister en entrevista sobre su segunda salida de Millonarios

### Bogotá F. C.

#### (2009-10)
En 2009 fichó con el Bogotá Fútbol Club de la Categoría Primera B, al poco tiempo anotó su primer gol como profesional en la Copa Colombia. Mientras que en el Torneo Finalización anota 5 goles en 5 partidos.
Al siguiente año 2010 continuó tuvo con la confianza y oportunidad. Por parte de los entrenadores Oswaldo "Sombra" Durán y Fernando Velasco siendo figura en varios encuentros.
Su último partido con el equipo fue en la penúltima fecha del cuadrangular semifinal en donde fue expulsado enfrentando al Patriotas Boyacá, siendo un baja notable el Bogotá FC quedó a 2 puntos del Deportivo Pasto y sin posibilidades de jugar la final. En total con la camiseta capitalina anotó 12 goles; uno de ellos curiosamente ante Millonarios al batir la portería del golero Luis Delgado.

### Real Cartagena

#### (2011)
A inicios de 2011 se confirma su llegada al Real Cartagena, gracias a la gestión del director deportivo Pájaro Juárez, y es dirigido por Mario Vanemerak quien también lo dirigió en Millonarios sin darle oportunidad de ser titular. En el cuadro heroico el Macalister tiene un gran rendimiento durante todo el año lo cual le hace recibir ofertas de varios clubes tan nacionales como extranjeros, pero una lesión trunca las negociaciones iniciales.

### Deportes Tolima

#### (2012-14)
A inicios de 2012, y a pesar de estar lesionado, es contratado por el Deportes Tolima. En el año 2013 juega la Copa Libertadores. Después de tener dos grandes temporadas 2013 y 2014, con el elenco pijao es pretendido por varios clubes colombianos. 
Queda campeón de la Copa Colombia en el 2014 siendo una de las figuras tras derrotar en la final a Independiente Santa Fe consiguiendo su primer título como profesional. En diciembre de 2014 queda libre tras cumplir tres años de contrato con el equipo habiendo disputado 127 encuentros.

### Millonarios (3.ª etapa)

#### (2015)
En el año 2015 vuelve al club de sus amores e inicios en el fútbol, Millonarios, club con el cual firma un contrato de tres años.
Terminaría el torneo apertura en el club embajador con 3 goles en 26 partidos jugados.
Para el Finalización 2015 marcaría su primer doblete con la camiseta albiazul en la victoria como visitantes 3-0 frente a Boyacá Chicó entrando desde el banco. 
Para el Torneo Finalización disputa 19 partidos y convierte 3 goles. Sumados a los 3 cotejos de la Copa Colombia disputa 45 partidos anotando 6 goles en su tercer paso en el club de sus amores.

#### (2016)
El 31 de marzo marca doblete en el clásico colombiano dándole la victoria a su equipo 2 a 1 sobre Atlético Nacional en un partido aplazado del Apertura 2016. Le daría la victoria al club albiazul el 27 de noviembre por el partido de ida de los cuartos de final del Torneo Finalización 2 a 1 sobre Atlético Nacional.

#### (2017)
Su primer gol del 2017 lo marca el 30 de abril en la victoria 2 a 0 de su club sobre el Atlético Huila como locales. El 29 de noviembre marca el gol de la clasificación a semifinales en la victoria 2 a 1 sobre La Equidad y el global 3 por 2. Adicionalmente anotó el gol del triunfo frente a América de Cali 1-2 en el duelo disputado por semifinales en el Estadio Pascual Guerrero, el partido de vuelta quedó 0-0 avanzando a la final, coronándose campeón frente a su rival de patio Independiente Santa Fe.

#### (2018)
Su primer gol de la temporada 2018 lo hace el 2 de mayo dándole la victoria a su club por la mínima sobre el Envigado FC. El 18 de octubre marca el gol de la victoria por la mínima frente a Itagüí Leones.

#### (2019)
Sus primeros dos goles del 2019 los hace el 31 de marzo para darle la victoria a su club 3 por 2 sobre el Independiente Medellín siendo la gran figura del partido. Su primer gol del torneo finalización lo hace el 27 de julio en la victoria 2 por 1 como visitantes ante Atlético Bucaramanga, encuentro en el cual es reconocido como la figura del encuentro por la Dimayor.

#### (2020)
Su primer gol del 2020 lo hace el 6 de febrero en la victoria 2 a 0 sobre Club Always Ready por la Copa Sudamericana 2020. Su primer gol en Liga lo marca el 8 de febrero en la derrota 4-1 como visitantes ante Jaguares de Córdoba. Luego de la salida del entonces capitán, Jhon Duque, Macalister es quien toma el puesto como primer capitán de Millonarios. Gracias a su buen remate de campeonato, y peso dentro del equipo, Silva renueva por dos años más con el equipo, sellando su vinculación hasta 2022 el día 30 de diciembre de 2020.

#### (2021)
Anota el 18 de abril del 2021 su primer gol del año en la victoria 3 por 1 sobre el Deportivo Cali. Para el Torneo Finalización en la cuarta fecha anota un gol olímpico ante al Deportes Tolima, tres días después anota su cuarto gol del año frente a Alianza Petrolera. Su sexto y último gol del año lo anotaría de tiro penal frente al América de Cali.
Fue elegido como el mejor jugador de Colombia del 2021, luego de una gran campaña, llegando a la final con su equipo Millonarios F.C. en el primer semestre del año, y llegando casi a instancias finales en el segundo semestre. Jugó 42 partidos, en donde anotó 6 goles y aportó 9 asistencias.

#### (2022)
El 8 de abril anotó sus primeros 2 goles del año ante La Equidad.
El 24 de abril en el Clásico bogotano alcanza los 300 partidos oficiales con la camiseta de Millonarios convirtiéndose en ese momento en el décimo tercer jugador con más partidos disputados en la institución.
Además de ser el autor del gol de la victoria en el partido final del campeonato Copa Colombia 2022.

#### (2023)
En la primera mitad del año celebra su partido número 600 como jugador profesional y es campeón de liga tras vencer a Atlético Nacional en la tanda de penaltis. En el segundo semestre pierde la final de la Copa Colombia  siendo subcampeón.

#### (2024)
Comienza el año ganando su quinto título en Millonarios, al salir campeón de la Superliga de Colombia ante el Junior de Barranquilla. El 2 de marzo celebró en la derrota 1-2 frente a La Equidad su partido 400 con Millonarios igualando la cifra de Alejandro Brand y siendo superado tan solo por Rafael Robayo (425) y Bonner Mosquera (550) como los jugadores con más presencias en el equipo embajador.En octubre cumplió su partido 426, convirtiéndose así en el segundo jugador con más partidos en la historia de Millonarios.

## Selección nacional

### Selección absoluta
El 4 de diciembre de 2023 recibe su primera y única convocatoria a la selección de mayores por el entrenador Néstor Lorenzo para los amistosos ante Venezuela y México.
Debuta con la amarilla el 10 de diciembre de 2023 arrancando como inicialista contra la selección de Venezuela teniendo un óptimo rendimiento; el cual repetiría en el próximo amistoso de esa doble fecha ante México, partido en el que ingresó desde el banco y dio su primera asistencia en selección, asistiendo de volea a su excompañero Carlos Gómez.

## Estadísticas

### Clubes
| Club                                    | Div.                | Temporada           | Liga  | Liga  | Liga   | Copas | Copas | Copas  | Internacional | Internacional | Internacional | Total | Total | Total  |
| Club                                    | Div.                | Temporada           | Part. | Goles | Asist. | Part. | Goles | Asist. | Part.         | Goles         | Asist.        | Part. | Goles | Asist. |
| --------------------------------------- | ------------------- | ------------------- | ----- | ----- | ------ | ----- | ----- | ------ | ------------- | ------------- | ------------- | ----- | ----- | ------ |
| Millonarios · Colombia                  | 1.ª                 | F-2005              | 1     | 0     | 0      | —     | —     | —      | —             | —             | —             | 1     | 0     | 0      |
| Millonarios · Colombia                  | 1.ª                 | 2006                | 0     | 0     | 0      | —     | —     | —      | —             | —             | —             | 0     | 0     | 0      |
| Millonarios · Colombia                  | 1.ª                 | A-2007              | 0     | 0     | 0      | —     | —     | —      | —             | —             | —             | 0     | 0     | 0      |
| Deportivo Pereira · (cedido) · Colombia | 1.ª                 | F-2007              | 3     | 0     | 0      | —     | —     | —      | —             | —             | —             | 3     | 0     | 0      |
| Deportivo Pereira · (cedido) · Colombia | Total club          | Total club          | 3     | 0     | 0      | 0     | 0     | 0      | 0             | 0             | 0             | 3     | 0     | 0      |
| Millonarios · Colombia                  | 1.ª                 | A-2008              | 0     | 0     | 0      | 4     | 0     | 0      | —             | —             | —             | 4     | 0     | 0      |
| Bogotá F.C. · Colombia                  | 2.ª                 | 2009-10             | 70    | 10    | 11     | 12    | 2     | 2      | —             | —             | —             | 82    | 12    | 13     |
| Bogotá F.C. · Colombia                  | Total club          | Total club          | 70    | 10    | 11     | 12    | 2     | 2      | 0             | 0             | 0             | 82    | 12    | 13     |
| Real Cartagena · Colombia               | 1.ª                 | 2011                | 29    | 5     | 1      | 4     | 1     | 0      | —             | —             | —             | 33    | 6     | 1      |
| Real Cartagena · Colombia               | Total club          | Total club          | 29    | 5     | 1      | 4     | 1     | 0      | 0             | 0             | 0             | 33    | 6     | 1      |
| Deportes Tolima · Colombia              | 1.ª                 | 2012                | 24    | 1     | 0      | 7     | 1     | 0      | 2             | 0             | 1             | 33    | 2     | 1      |
| Deportes Tolima · Colombia              | 1.ª                 | 2013                | 36    | 2     | 6      | 5     | 0     | 2      | 8             | 1             | 2             | 49    | 3     | 10     |
| Deportes Tolima · Colombia              | 1.ª                 | 2014                | 32    | 5     | 5      | 13    | 2     | 0      | —             | —             | —             | 45    | 7     | 5      |
| Deportes Tolima · Colombia              | Total club          | Total club          | 92    | 8     | 11     | 25    | 3     | 2      | 10            | 1             | 3             | 127   | 12    | 16     |
| Millonarios · Colombia                  | 1.ª                 |                     |       |       |        |       |       |        |               |               |               |       |       |        |
| Millonarios · Colombia                  | 1.ª                 | 2015                | 42    | 6     | 7      | 3     | 0     | 0      | —             | —             | —             | 45    | 6     | 7      |
| Millonarios · Colombia                  | 1.ª                 | 2016                | 40    | 9     | 4      | 3     | 0     | 3      | —             | —             | —             | 43    | 9     | 7      |
| Millonarios · Colombia                  | 1.ª                 | 2017                | 38    | 7     | 3      | 4     | 0     | 0      | 1             | 0             | 0             | 43    | 7     | 3      |
| Millonarios · Colombia                  | 1.ª                 | 2018                | 30    | 4     | 4      | 7     | 0     | 2      | 8             | 1             | 0             | 45    | 5     | 6      |
| Millonarios · Colombia                  | 1.ª                 | 2019                | 39    | 6     | 7      | 2     | 0     | 1      | —             | —             | —             | 41    | 6     | 8      |
| Millonarios · Colombia                  | 1.ª                 | 2020                | 16    | 4     | 2      | 1     | 0     | 0      | 3             | 1             | 0             | 20    | 5     | 2      |
| Millonarios · Colombia                  | 1.ª                 | 2021                | 42    | 4     | 9      | 1     | 1     | 0      | —             | —             | —             | 43    | 5     | 9      |
| Millonarios · Colombia                  | 1.ª                 | 2022                | 44    | 5     | 3      | 7     | 2     | 1      | 2             | 0             | 0             | 53    | 7     | 4      |
| Millonarios · Colombia                  | 1.ª                 | 2023                | 39    | 3     | 6      | 7     | 0     | 0      | 9             | 2             | 4             | 55    | 5     | 10     |
| Millonarios · Colombia                  | 1.ª                 | 2024                | 35    | 4     | 5      | 4     | 0     | 1      | 4             | 0             | 0             | 43    | 4     | 6      |
| Millonarios · Colombia                  | 1.ª                 | 2025                | 3     | 1     | 0      | 0     | 0     | 0      | 0             | 0             | 0             | 3     | 1     | 0      |
| Millonarios · Colombia                  | Total club          | Total club          | 369   | 53    | 50     | 43    | 3     | 8      | 27            | 4             | 4             | 439   | 60    | 62     |
| Total en su carrera                     | Total en su carrera | Total en su carrera | 563   | 76    | 71     | 84    | 9     | 12     | 37            | 5             | 7             | 684   | 90    | 90     |

### Selección nacional
| Selección         | Año               | Amistosos | Amistosos | Amistosos | Copa América | Copa América | Copa Mundial | Copa Mundial | Eliminatorias Mundialistas | Eliminatorias Mundialistas | Total | Total | Total  |
| Selección         | Año               | Part.     | Goles     | Asist.    | Part.        | Goles        | Part.        | Goles        | Part.                      | Goles                      | Part. | Goles | Asist. |
| ----------------- | ----------------- | --------- | --------- | --------- | ------------ | ------------ | ------------ | ------------ | -------------------------- | -------------------------- | ----- | ----- | ------ |
| Colombia Mayores  |                   |           |           |           |              |              |              |              |                            |                            |       |       |        |
| 2023              | 2                 | 0         | 1         | --        | --           | --           | --           | --           | --                         | 2                          | 0     | 1     |        |
| Total             | 2                 | 0         | 1         | 0         | 0            | 0            | 0            | 0            | 0                          | 2                          | 0     | 1     |        |
| Total en Colombia | Total en Colombia | 2         | 0         | 1         | 0            | 0            | 0            | 0            | 0                          | 0                          | 2     | 0     | 1      |

## Palmarés y distinciones

### Campeonatos nacionales
| Título                | Club            | Año  |
| --------------------- | --------------- | ---- |
| Copa Colombia         | Deportes Tolima | 2014 |
| Torneo Finalización   | Millonarios     | 2017 |
| Superliga de Colombia | Millonarios     | 2018 |
| Copa Colombia         | Millonarios     | 2022 |
| Torneo Apertura       | Millonarios     | 2023 |
| Superliga de Colombia | Millonarios     | 2024 |

### Distinciones individuales
| Distinción          | Año  |
| ------------------- | ---- |
| XI Ideal ACOLFUTPRO | 2021 |
| XI Ideal ACOLFUTPRO | 2022 |
| XI Ideal ACOLFUTPRO | 2023 |